# Nicholas Carew
Nicholas Carew (1496 circa – Londra, 3 marzo 1539) originario di Beddington, nel Surrey, fu cavaliere dell'Ordine della Giarrettiera, cortigiano e diplomatico presso la corte di Enrico VIII d'Inghilterra. Fu giustiziato perché accusato di aver preso parte alla cosiddetta Cospirazione di Exeter.

## Il cortigiano
Nicholas Carew nacque attorno al 1496 da Richard Carew, Capitano di Calais. Attorno all'età di sei anni Nicholas fu mandato presso la corte dell'allora principe Enrico e i due, fatta salva la differenza d'età e di rango, vennero educati insieme. Nei primi anni del regno di Enrico VIII d'Inghilterra Nicholas raggiunse una certa fama a corte dovuta anche alla sua bravura nella giostra e per il suo rinomato coraggio. Nel 1515 la sua fama era tale che il re provvide a dargli una propria zona d'allenamento presso il Palace of Placentia.
Egli venne creato cavaliere attorno al 1517, membro eminente della corte negli anni ebbe diversi incarichi fra cui quello di Maestro dei Cavalli, fedele e stretto amico del re venne infine insignito del titolo di cavaliere dell'Ordine della Giarrettiera.
Nicholas venne mandato due volte in Francia dove si crede abbia goduto della buona accoglienza di Francesco I di Francia, la prima nel gennaio 1521 e la seconda tre anni dopo quale rappresentante dell'Inghilterra nei colloqui di pace che stavano avendo luogo fra Francia e Sacro Romano Impero.
Nicholas godeva apertamente del favore del re che cercava la sua compagnia nonostante, in giovinezza, avesse dimostrato una certa attitudine al libertinaggio, per altro egli era fra coloro che Thomas Wolsey riteneva avessero troppa influenza sul re tanto che, nel 1518, riuscì a farlo allontanare dalla corte rimpiazzandolo con un suo pupillo, Richard Pace (1482circa-28 giugno 1536).
L'anno dopo tornò insieme e il re gli diede l'incarico di Gran Sceriffo del Surrey e del Sussex, ma venne allontanato di nuovo, due anni dopo gli fu dato l'incarico di conestabile per il Wallingford Castle oltre che alla custodia della stessa Wallingford. Nel 1526 Wolsey nelle sue Ordinanze di Eltham aveva trovato il modo di mettere Nicholas fuori dalla Camera privata del re, ma visto che le ordinanze non presero mai corpo, non lo fece nemmeno il suo piano. 
L'incarico di Maestro dei Cavalli gli giunse nel 1522 quando succedette ad Henry Guildford e lo conservò fino alla morte, negli anni seguenti si recò a Parigi alcune volte guadagnandosi la stima di Francesco I e trasformandosi, almeno in apparenza, in un politico.
Nel 1528 Nicholas tornò a servire presso la Camera Privata forse grazie all'influenza di Anna Bolena con la quale era imparentato da un comune bisnonno, l'anno dopo fu eletto, il più giovane fra tutti, quale Cavaliere della Contea, ma poiché dovette recarsi in missione diplomatica a Bologna si perdette la prima sessione dei lavori.
Nonostante la comune parentela Nicholas non mostrò molta simpatia per Anna mostrandola invece per Caterina d'Aragona e per la principessa Maria presso l'ambasciatore imperiale Eustace Chapuys.
Diversi anni dopo, nel 1531, Nicholas iniziò a risentirsi di come Anna trattava i suoi amici, fra cui Charles Brandon, I duca di Suffolk e iniziò a muoversi contro di lei, cinque anni dopo, quando Thomas Cromwell, I conte di Essex cercò il sostegno dei cattolici per portare Anna alla rovina Nicholas era pronto.

## La caduta
Due anni dopo Cromwell gli si rivoltò contro, in quel periodo Nicholas non godeva di particolare favore perché aveva risposto malamente al re durante un alterco, e Chapuys era convinto che Cromwell volesse rovinarlo per via delle sue simpatie verso la principessa Maria.
Cromwell presentò ad Enrico alcune lettere che avrebbero dovuto incriminare Nicholas legandolo alla Cospirazione di Exeter un presunto complotto volto a mettere lo yorkista Henry Courtenay, I marchese di Exeter. Arrestato per alto tradimento Nicholas andò sotto processo il 14 febbraio 1539 e venne dichiarato colpevole, venne giustiziato il 3 marzo presso la Torre di Londra.
Anni dopo la sua morte il castello di famiglia a Beddington passò a Thomas Darcy, I barone Darcy di Chiche, il figlio di Nicholas, Francis, riuscì ad ottenere un parziale rientro delle proprietà di famiglia che rimasero entro la famiglia Carew fino al XX secolo, due delle donne Carew scelsero di far avere ai loro figli il cognome Carew insieme alle insegne di famiglia.
La casa che Nicholas possedeva a Coulsdon venne incorporata dentro Hampton Court e tornò alla famiglia quando la principessa Maria salì al trono come Maria I d'Inghilterra.

## Matrimonio e figli
Nicholas sposò Elizabeth Brian (1500circa-1546), sorella dello stesso Francis Bryan che siederà nella giuria che condannerà Nicholas a morte, una sentenza che avrebbe lasciato impoverita la sua stessa sorella. Dal loro matrimonio nacquero:
- Alice Carew (1520circa-1581), sposò il diplomatico e politico Nicholas Throckmorton. La loro figlia Elizabeth sposò Walter Raleigh.
- Francis Carew (forse1530-1611), scapolo e senza figli adottò uno dei nipoti che assunse il cognome Carew
- Mary Carew
- Elizabeth Carew
- Isabel Carew.